# Le Plessis-Hébert
Le Plessis-Hébert är en kommun i departementet Eure i regionen Normandie i norra Frankrike. Kommunen ligger i kantonen Pacy-sur-Eure som tillhör arrondissementet Évreux. År 2022 hade Le Plessis-Hébert 402 invånare.

## Befolkningsutveckling
Antalet invånare i kommunen Le Plessis-Hébert
Referens:INSEE